# 异丙胺
异丙胺（简写IPA、MIPA）是一种有机化合物，化学式为C3H9N，它是具有氨味的无色吸湿性液体，可燃。它是重要的化工中间体。

## 合成
异丙胺可由异丙醇和氨气在氢气的存在下，以氧化铝负载的氧化铜、氧化镍催化剂催化，在180~220 °C、30~60 bar下反应得到：
2-硝基丙烷的还原反应也可制得异丙胺。

## 性质
异丙胺可以和醛发生缩合反应，如和苯甲醛反应，生成N-亚苄基异丙胺；它也能和酰氯反应，如和联苯-4,4'-二甲酰氯在三乙胺的存在下反应，生成N,N '-二异丙基联苯-4,4'-二甲酰胺。
它是一种碱，可以和酸反应：
C3H9N + HNO3 → [C3H9NH]NO3
C3H9N + HCOOH → [C3H9NH]HCOO